# Hugo Sperrle
Hugo Sperrle (Ludwigsburg, 7 februari 1885 - München, 2 april 1953) was een Duitse militair. Hij was de eerste bevelhebber van het Legioen Condor tijdens de Spaanse Burgeroorlog en klom op tot de rang van Generaal-veldmaarschalk bij de Duitse Luftwaffe tijdens de Tweede Wereldoorlog.

## Jeugdjaren
De militaire loopbaan van Sperrle begon in 1903 als Fahnenjunker in het Infanterie-Regiment nr 126 gestationeerd te Württemberg.

## Eerste Wereldoorlog
Na verscheidene promoties en omzwervingen deed Sperrle bij het aanbreken van de Eerste Wereldoorlog dienst bij de Luftstreitkräfte, het Vliegend Korps van het Duits leger. Tegen het einde van 1914 werd hij bevorderd tot Hauptmann (Kapitein) en een jaar later werd hij de bevelhebber van luchtafdeling (Feldfliegerabteilung) nr 42. In februari 1916 stortte Sperrle met zijn vliegtuig neer en raakte zwaargewond, doch twee maanden later meldde hij zich opnieuw voor actieve dienst. In juli 1916 werd hem een nieuwe groep toegewezen. Gedurende de Eerste Wereldoorlog klom Hugo Sperrle op tot bevelhebber van de luchteenheden verbonden aan het 7e Leger en kreeg hij verscheidene onderscheidingen; beide klassen van het IJzeren Kruis (Eisernen Kreuzes) en het Ridderkruis (Ritterkreuz des Hohenzollernschen Hausordens mit Schwertern).

## Tussen de Eerste en Tweede Wereldoorlog
Na de Eerste Wereldoorlog en de ontbinding van het Vliegend Korps werd Hugo Sperrle lid van het Vrijkorps. Hij trad opnieuw toe tot het Duitse leger en werd in 1935 opgenomen in de pas opgerichte Luftwaffe binnen de Reichswehr (1919-1935). Sperrle voerde van 1936 tot 1937 het bevel over het Condor Legioen in Spanje, in februari 1938 werd hij bevelhebbend luchtofficier van de 3e Luftwaffengruppe van Luftflotte 3. Hij werd onderscheiden met het Spanjekruis in Goud met Zwaarden en Brillanten.

## Tweede Wereldoorlog

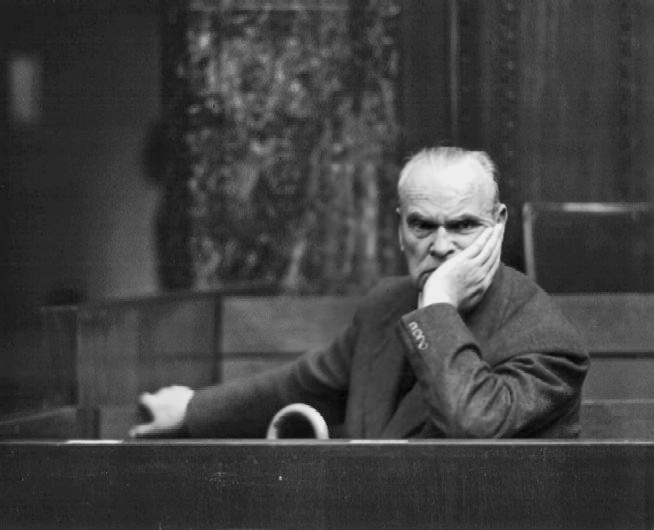
Hugo Sperrle tijdens de Processen van Neurenberg

Vanaf februari 1939 werd hij bevelhebbend luchtofficier van Luftflotte West, gestationeerd in Noord-Frankrijk waar hij met Albert Kesselring mede-bevelhebber was van de slag om Engeland tussen juni 1940 en april 1941. In juli 1940 werd hij Generalfeldmarschall van de Luftwaffe. Hugo Sperrle adviseerde dat de Britse Royal Air Force moest worden vernietigd om de Duitse bombardementen op Groot-Brittannië te laten slagen. Sperrle bleef in deze laatste positie tot hij in augustus 1944 werd getransfereerd naar de reserve. Generalfeldmarschall Hugo Sperrle werd door de geallieerden gevangengenomen in mei 1945, beticht van oorlogsmisdaden en moest voorkomen tijdens de Processen van Neurenberg waar hij werd vrijgesproken. Hij stierf op 68-jarige leeftijd.

## Militaire loopbaan
- Fahnenjunker: 1903[4]
- Fähnrich: 25 februari 1904[4]
- Leutnant: 18 oktober 1904[4]
- Oberleutnant: 18 oktober 1912[4]
- Hauptmann: 28 november 1914[4]
- Major: 1 oktober 1926[4]
- Oberstleutnant: 1 februari 1931[4]
- Oberst: 1 augustus 1933[4]
- Generalmajor: 1 oktober 1935[4]
- Generalleutnant: 1 april 1937[4]
- General der Flieger: 1 november 1937[4]
- Generalfeldmarschall: 19 juli 1940[4]

## Decoraties
- Ridderkruis van het IJzeren Kruis op 17 mei 1940 als General der Flieger en chef van de Luftflotte 3[4][5][6]
- IJzeren Kruis 1914, 1e en 2e Klasse[4][7]
- Ridderkruis in de Huisorde van Hohenzollern met Zwaarden op 31 maart 1917[4][7]
- Ridder der Tweede Klasse in de Orde van de Leeuw van Zähringen met Eikenloof en Zwaarden op 18 mei 1915[4][7]
- Ridderkruis in de Militaire Orde van Verdienste (Württemberg) op 21 juni 1915[4][7]
- Ridder der Eerste Klasse in de Frederiks-Orde met Zwaarden op 21 juni 1917[4][7]
- Bijzondere Klasse: Spanjekruis in goud met diamanten op 4 juni 1939[4][6]
- Gezamenlijke Piloot-Observatiebadge in Goud met Diamanten op 19 november 1937[4][6]
- Herhalingsgesp bij IJzeren Kruis 1939, 1e en 2e Klasse[4][6]
- Dienstonderscheiding van Leger en Marine voor (25 dienstjaren)[4][6]
- Erekruis voor Frontstrijders in de Wereldoorlog[4][6]
- Vorstelijk Reussisch Ereteken, 3e Klasse met Kroon en Zwaarden[4][7][8]
- Militär-Flugzeugführer-Abzeichen[4][7]
- Vliegers-Herinnerings-Badge[4]
- Medaille voor de Spaanse Burgeroorlog 1936-1939[4][6]
- Piloten Badge (Spanje)[4]
- Kruis bij het Oorlogskruis (Spanje)[6]
- Militaire Medaille met Diamanten[4][6]
- Hij werd meerdere malen genoemd in het Wehrmachtsbericht. Dat gebeurde op:
- 5 oktober 1940[9]
- 15 november 1940[10]
- 20 november 1940[11]

Werner von Blomberg · Hermann Göring · Walther von Brauchitsch · Albert Kesselring · Wilhelm Keitel · Günther von Kluge · Wilhelm Ritter von Leeb · Fedor von Bock · Wilhelm List · Erwin von Witzleben · Walter von Reichenau · Erhard Milch · Hugo Sperrle · Gerd von Rundstedt · Erwin Rommel · Georg von Küchler · Erich von Manstein · Friedrich Paulus · Ewald von Kleist · Maximilian von Weichs · Ernst Busch · Wolfram von Richthofen · Walter Model · Ferdinand Schörner · Robert von Greim · Eduard von Böhm-Ermolli (titulair)
- Bibliothèque nationale de France: cb169856780 (data)
- Gemeinsame Normdatei: 129966207
- International Standard Name Identifier: 0000 0000 2617 8641
- Library of Congress Control Number: n87836429
- Virtual International Authority File: 13402632
- WorldCat: E39PBJfrHVfTK8TXvjgtx7QQbd